# Chamberlainia rotaeana
Chamberlainia rotaeana là một loài Rêu trong họ Brachytheciaceae. Loài này được (De Not.) H. Rob. mô tả khoa học đầu tiên năm 1962.